# 外交革命

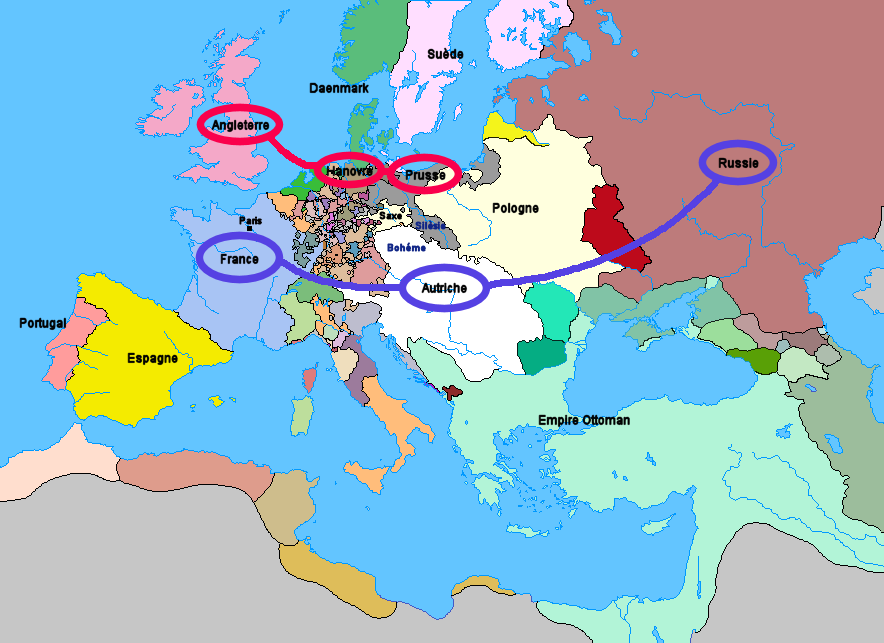
外交革命導致兩大軍事集團的形成

1756年的外交革命（英語：diplomatic revolution of 1756）特指18世纪50年代欧洲各大国间外交结盟政策大调整的历史事件：随着普鲁士的崛起，原本法国和奥地利敌对的局面被打破，奥地利转而联合法国和俄国对抗普鲁士，于此同时普鲁士则与法国的宿敌英国在1756年达成同盟，为即将爆发的七年战争埋下引线。

## 背景
1740至1748年的奥地利王位继承战争，以普鲁士夺取原属哈布斯堡王室统治下的奥地利西里西亚地区，奥地利女大公玛丽亚·特蕾西娅丈夫洛林的弗朗茨·约瑟夫公爵即位神圣罗马帝国皇帝的结果告终。哈布斯堡——洛林家族虽保住了神圣罗马帝国皇位，但丢失了实利——欧洲纺织业中心、富裕的西里西亚。女大公玛丽亚·特蕾西亚发誓将从普鲁士国王腓特烈二世手中夺回此地。为此，在大臣考尼茨-里特贝格亲王的协助下整军经武，改革军队。建立玛丽亚·特蕾西亚军事学院，启用名将道恩等人，并储备作战经费。
同时，向西扩张的俄罗斯与普鲁士发生冲突，欲夺取波罗的海出口的俄罗斯打算吞并东普鲁士。而追随俄罗斯的瑞典亦打算收复波美拉尼亚领土和其位于欧洲大陆的重要据点斯德丁港。
另外，在奥地利王位继承战争中，法国与普鲁士曾缔结同盟。但腓特烈在夺取西里西亚后对与法国配合作战并不热心，甚至坐观成败，致使法军在布拉格战败。同时，因法国奉行路易十四时代定下的莱茵河“天然边界”扩张政策，与欲统一德意志而向莱茵河方向发展的普鲁士发生利益冲突。
而英法之间的矛盾，因奥地利王位继承战争而更加激化。英国在战争中未能取得重大利益（殖民地、商贸霸权），同时乔治王朝共主邦联的大陆部分——汉诺威受到法国优势陆军的一再威胁。而奥地利军队的表现令英国感到无法保证汉诺威的安全，故欲与普鲁士接近，借助其强大的陆军保卫汉诺威。而法国欲借攻打汉诺威将英国拖入陆战，抵消其海军的作战优势，保护法国在北美及印度的殖民地和商业利益。

## 行动
首先进行外交行动的奥地利，女皇玛丽亚·特蕾西娅接受杰出的外交官考尼茨-利特贝格的提议，破弃与英国的同盟，转而与法国结盟。考尼茨到巴黎，任奥地利驻法大使，努力说服法王路易十五，但遭到冷遇。数百年来，尤其是三十年战争以来法奥一直为死敌，在法国人心中已成定式。考尼茨于是寻求路易的情妇蓬帕杜夫人帮助。在其劝说和自身权衡下，路易下定决心废止与普鲁士的同盟关系，与奥地利结盟。
接着，考尼茨回任奥地利首相，并出使圣彼得堡，劝说俄国女皇伊丽莎白·彼得罗芙娜与奥地利结盟。同时，法国外交官与间谍、著名的“双面骑士”夏尔·德·博蒙也在圣彼得堡活动，以劝说俄国与法、奥结盟。其时俄国已与英国谈判，并缔结《俄英条约》。法、奥以阻止普鲁士坐大为理由、以战胜后俄国将分得东普鲁士为承诺劝说俄国放弃与英国、普鲁士结盟。1756年5月1日，三国签订《凡尔赛条约》，缔结攻守同盟，规定任何一国受到攻击，各盟国有义务保护。后欧洲一部分国家如西班牙、瑞典、萨伏伊以及德意志一些邦国如巴伐利亚、萨克森相继加入。
另一方面，1756年1月16日，普鲁士与英国于伦敦缔结《白厅条约》，同样为攻守同盟。后葡萄牙以及一些德意志邦国如黑森-卡塞尔加入。

## 结果
外交革命最终使欧洲两大军事同盟形成，而其中英法于海外有殖民地利益之争（北美、印度、非洲），使军事冲突扩展至全球。1756年5月17日，英对法宣战；同年8月29日，普鲁士不宣而战，入侵萨克森。七年战争最终爆发。英国前首相、历史学家温斯顿·丘吉尔认为七年战争是“真正意义上的第一次世界大战”。